# Сиви шумски валаби
Сиви шумски валаби или сиви доркопсис (лат. Dorcopsis luctuosa) је врста сисара торбара из породице кенгура и валабија (Macropodidae).

## Распрострањење
Врста је присутна у Западној Новој Гвинеји (Индонезија) и Папуи Новој Гвинеји.

## Станиште
Станиште врсте су шуме. Врста је присутна на подручју острва Нова Гвинеја.

## Угроженост
Ова врста се сматра рањивом у погледу угрожености врсте од изумирања.